# Acrosemia
Acrosemia là một chi bướm đêm thuộc họ Geometridae.